# Горев, Леонид Николаевич
Леонид Николаевич Горев (3 августа 1939 — 18 ноября 1999) — советский и украинский гидрогеолог, гидрохимик, доктор географических наук (1987), профессор (1988), заведующий кафедры гидрологии и гидрохимии географического факультета Киевского национального университета имени Тараса Шевченко. Почётный работник Гидрометслужбы Украины.

## Биография
Родился 3 августа 1939 года в Ромнах, Сумская область. Окончил в 1963 году Киевский университет по специальности геолог-гидрогеолог. Работал инженером-гидрогеологом, в 1966—1971 годах — начальник партии треста Киевгеология. С 1971 года работал в Киевском университете старшим научным сотрудником проблемной научно-исследовательской лаборатории гидрохимии, позже доцентом, профессором. В 1993—1999 годах — заведующий кафедры гидрологии и гидрохимии (теперь гидрологии и гидроэкологии) географического факультета. Кандидатская диссертация защищена в 1971 году, докторская диссертация «Теоретические и методологические основы гидрохимии орошаемых земель» защищена в 1986 году в Гидрохимическом институте Ростова-на-Дону.
Разработал и читал специализированные курсы по гидрохимии: «Мелиоративная гидрохимия», «Региональная гидрохимия», «Методика гидрохимических исследований» и др. Создал семь новых специальных курсов.
Исследовал проблемы мелиоративной гидрохимии, основы моделирования в гидрохимии и гидроэкологии, оптимизации экосреды. Занимался исследованиями, связанными с проблемой оценки, прогнозирования, регулирования, менеджмента и оптимизации качества природных вод, повышения эффективности оросительных мелиораций, теоретическими вопросами гидрохимии. Автор более 200 научных работ, в том числе 41 книги.

## Труды
- Водно-физические и физико-химические процессы в почвогрунтах при орошении. 1982 (соавтор);
- Мелиоративная гидрохимия. 1984 (соавтор);
- Современные методы оптимизации оросительных мелиораций. 1988 (соавтор);
- Региональная гидрохимия. 1989;
- Методика оптимизации природной среды обитания. 1992;
- Радіоактивність природних вод. 1993;
- Гідрохімія України. 1995;
- Оптимізація екосередовища. 1997 (соавтор);
- Гідроекологічні моделі: У 2 томах. — К., 1999 (соавтор).